# Alban Placines
Alban Placines (Francia, 23 de abril de 1993) es un jugador profesional francés de rugby que se desempeña en la posición de ala cerrado en Stade Toulousain, equipo perteneciente a la liga Top 14.

## Carrera
Placines es un jugador de formación francesa (JIFF). Comenzó su carrera deportiva con el equipo Section Paloise, en el cual jugó siete temporadas (2003-2010), después pasó a Biarritz Olympique Pays Basque (2010-2018), luego a Stade Toulousain, donde lleva jugando seis temporadas.